# Maison Lapathiótis
La maison Lapathiótis (grec moderne : οικία Λαπαθιώτη) est une maison située dans le quartier d'Exárcheia, à Athènes, en Grèce.

## Emplacement
L'édifice est situé au numéro 30 de la rue Ikonómou (grec moderne : Οδός Οικονόμου), au niveau du croisement avec la rue Kountouriótou (Οδός Κουντουριώτου), à proximité de la colline Stréfi, dans le quartier d'Exárcheia, à Athènes.

## Histoire et description
Construite au cours des années 1870, cette demeure d'architecture néo-classique compte trois étages. L'architecture de l'édifice est caractérisée par l'alliance entre éléments néo-classiques, tels le fronton ou le balcon à corbeaux, et traditionnels, tels, entre autres, la cour intérieure et l'escalier extérieur. Lieu de résidence, ainsi que lieu de création littéraire, du poète Napoléon Lapathiótis (en), ce dernier s'y suicide pendant la période de l'occupation allemande, plus précisément le 8 janvier 1944.
Aujourd'hui, malgré son classement en tant que monument historique en 1984, l'édifice est en mauvais état, menaçant de s'effondrer,,. Des travaux de restauration sont conduits depuis début 2023.